# Bruno Bruyere
Bruno Bruyere (Brussel, 31 december 1965) is een Belgisch voormalig wielrenner. Hij reed voor AD Renting, Hitachi en Lotto. In 1982 werd hij tweede op het Belgische kampioenschap bij de nieuwelingen. Drie jaar later werd hij Belgisch kampioen bij de militairen.

## Belangrijkste overwinningen
1985
- Belgisch kampioen op de weg, Militairen

## Resultaten in voornaamste wedstrijden
| Jaar | Ronde van Italië | Ronde van Frankrijk | Ronde van Spanje |
| ---- | ---------------- | ------------------- | ---------------- |
| 1987 |                  |                     |                  |
| 1988 |                  | opgave              |                  |
| 1989 | 49e              |                     |                  |

| Jaar | Amstel Gold Race | Luik-Bast.‑Luik | Waalse Pijl |
| ---- | ---------------- | --------------- | ----------- |
| 1987 |                  | 64e             |             |
| 1988 | 30e              | 59e             | 6e          |
| 1989 |                  | 102e            | 47e         |